# Milagre da Casa de Brandemburgo
O Milagre da Casa de Brandemburgo ou de Brandeburgo refere-se a morte de Isabel da Rússia (aos 52 anos) em 5 de janeiro de 1762.
Passados seis anos da Guerra dos Sete Anos, o exército prussiano estava muito debilitado. O rei Frederico, o grande, estava abalado e considerava cometer suicídio. Após a morte da Imperatriz Isabel, o trono foi ocupado por Pedro III da Rússia, que retirou seu império da guerra por ser favorável a Frederico. Esse ato fez o exército do Reino da Prússia ter condições de se reorganizar internamente e mais tarde vencer a Batalha de Freiberg, decisiva para o reino e para o desfecho do conflito.
No final da Segunda Guerra Mundial, Berlim, a capital alemã, estava novamente cercada pelo exército russo. Adolf Hitler, relembrando o episódio, esperava que a Alemanha fosse salva por um evento inesperado, como a morte de Franklin Delano Roosevelt ou uma quebra de relações entre Winston Churchill e Joseph Stalin.